# Gabrielle Simon Edgcomb
Gabrielle Simon Edgcomb (geboren als Gabriele Simon 23. Juni 1920 in Berlin; gestorben 22. Mai 1997 in Washington, D.C.) war eine US-amerikanische Historikerin und Dichterin.

## Leben
Gabriele Simon war eine Tochter des Dagobert Simon und der Hedwig Simon. Sie flüchtete 1936 mit ihrer Mutter mit dem Schiff Berengaria in die USA. Simon studierte an der University of Chicago und machte 1951 einen M.A.-Abschluss.  
Sie war zweimal verheiratet und hatte drei Kinder. Gabrielle Edgcomb lebte seit Anfang der 1950er Jahre in  Washington, D.C. Sie arbeitete in verschiedenen Institutionen und war Bibliographin bei der American Association for the Advancement of Science, wissenschaftliche Angestellte bei der Smithsonian Institution und beim Anson Phelps Stokes Institute, leitende Angestellte beim Committee for a Sane Nuclear Policy, Lehrerin, PR-Managerin bei der National Welfare Rights Organization, Mitarbeiterin beim Civilian Complaint Review Board in Washington, D.C. 
Ab dem Jahr 1984 arbeitete sie mit Carla Borden an einem Forschungsprojekt über Flüchtlinge aus dem Deutschen Reich, die in den USA als Lehrer an „schwarzen Colleges“ untergekommen waren, und deren Erfahrung mit dem Rassismus in den Vereinigten Staaten. Das Projekt wurde vom Smithsonian Office of Interdisciplinary Studies gefördert. Edgcomb konnte es nach 1988 mit Unterstützung des German Historical Institute fortführen und publizierte 1993 die Ergebnisse.
Edgcomb veröffentlichte zwei Gedichtbände. Sie gründete den Kleinverlag Working Cultures.

## Schriften (Auswahl)
- (Hrsg.): Man-Made Lakes: A Selected Guide to the Literature. National Academy of Sciences, 1965
- From Swastika to Jim Crow: Refugee Scholars at Black Colleges. Krieger Publishing, 1993 
  - From Swastika to Jim Crow, Dokumentarfilm, bei PBS Television
- Eric A. Plaut, Kevin Anderson (Hrsg.): Marx on Suicide. Co-Übersetzung. Northwestern University Press, 1999

Lyrik
- Moving Violations. Some of Us Press, 1973
- Survival in Prehistory. Working Cultures, 1979